# Zimski rat
Zimski rat ili Sovjetsko-finski rat (fin. talvisota, rus. Зимняя война, šved. vinterkriget) počeo je 30. studenoga 1939. napadom Sovjetskoga Saveza, pod Staljinovim vodstvom, na Finsku, tri mjeseca nakon što je Treći Reich napao Poljsku, što se smatra početkom Drugoga svjetskog rata. Kako se ovaj napad na Finsku smatrao nezakonitim i neopravdanim, 14. prosinca 1939. godine Sovjetski Savez izbačen je iz Lige naroda. Zimski rat završio je sklapanjem Moskovskoga mirovnog sporazuma 12. ožujka 1940. godine između Finske i Sovjetskog saveza, pri čemu su Sovjeti zadržali okupirani dio finskog teritorija.

## Sažetak
Sovjetske snage bile su 3-4 puta brojnije u ljudstvu, 200-tinjak puta brojnije u tenkovima i tridesetak puta brojnije u zrakoplovima. No, uoči rata 1937. godine Crvena armija pretrpila je veliku čistku što ju je bitno oslabilo te značajno smanjilo vojni moral i učinkovitost prije samog rata. Više od 50 % vojnih časnika je pogubljeno, uključujući tu većinu s najvišim vojnim činovima, nakon čega je Crvena armija ostala s neobrazovanim i neiskusnim visokim časničkim kadrom. Tako su se Finci, bez da su dobili ikakvu pomoć od drugih zemalja, uspjeli uspješno odupirati ruskoj invaziji na njihov teritorij znatno duže nego što su to Rusi očekivali.
Finci su odolijevali sve do ožujka 1940. godine kada je sklopljen Moskovski mirovni sporazum kojim su Finci morali Rusima prepustiti 9 % svojeg teritorija i 20 % svojih industrijskih kapaciteta. Sovjetski gubici u ovom ratu bili su nevjerojatno veliki zbog čega je opao i međunarodni vojni ugled Sovjetskog saveza. Postala je upitna vojna snaga Crvene armije što je samo potaknulo Hitlera na pokretanje Operacije Barbarossa. Na koncu, Rusi nisu uspjeli u svom osnovnom cilju osvajanja cijele Finske, ali su okupirali dio njenog teritorija oko jezera Ladoga i manja područja na sjeveru. Finci su zadržali suverenitet nad ostatkom zemlje i zadobili moralnu i političku naklonost cijelog svijeta.
Sklapanje primirja i Moskovski mirovni sporazum, potpisan 12. ožujka 1940. godine, omeli su združeni francusko-britanski plan slanja svojih postrojba pomoći preko Skandinavije (Norveške i Švedske) u Finsku. Jedan on najvažnijih ciljeva ove akcije trebao je biti preuzimanje nadzora nad švedskim rudnicima željezne rude i prekid njenog dopremanja u Njemačku.

## Pozadina rata

### Prije Prvog svjetskog rata
Finska je dugo vremena bila istočni dio Švedskog Carstva kada ju je Rusko carstvo osvojilo 1809. godine tijekom Napoleonskih ratova stvarajući od nje autonomnu (tampon) državu Ruskog carstva s ciljem zaštite Sankt Peterburga, tadašnjeg glavnog grada Ruskog carstva.
Povijest zapadne Karelije razlikuje se od povijesti ostatka Finske. Većina ovog područja plaćala je danak ruskoj feudalnoj republici Novgorod i bila je područje na kojem su se vodili Švedsko-novgorodski ratovi. Jugozapadno područje, od rijeke Sestra do rijeke Vuoksi i jezera Saimaa (uključujući grad Viborg) pripojeno je Švedskoj u isto vrijeme kada je 1323. godine Sporazumom u Nöteborgu definiran ostatak Finske i granica između Švedske i Novgorodske Republike.
Godine 1617. (kada se Rusija još oporavljala od svog Problematičnog razdoblja) Švedska je okupirala ostatak zapadne Karelije. Tijekom švedskog vladanja ovo područje je ostalo bez većine stanovništva koje je pripadalo ruskom crkvenom staležu i buržoaziji te bez velikog broja ruske karelijske pravoslavne populacije koja se većinom preselila u područje Tver. Kao rezultat Velikog sjevernog rata iz 1721. godine između Švedske i Rusije, Švedska je izgubila Karelijsku prevlaku i dio oko jezera Ladoga. Godine 1743. Švedska je predala nadzor Rusima nad južnom Karelijom kao rezultat Rusko-švedskog rata (1741. – 1743.). Godine 1812. ruski car Aleksandar I. pripojio je to područje (nazivano u Finskoj i kao "Stara Finska" ili "Viipurska provincija") u Veliko vojvodstvo Finske.
Finci su u početku bili zadovoljni ovim stanjem, ali pokušaj Rusije da ojača centralnu vladavinu i Rusko carstvo napravi jedinstvenim rusificiranjem ostalog stanovništva, rezultirao je početkom 20-tog stoljeća otporom i davanjem podrške pokretima kojima je cilj bio finska samostalnost.

### Razdoblje Prvog svjetskog rata
Tijekom Prvog svjetskog rata imperijalna Njemačka zdušno je potpomagala finske pokrete za neovisnost. Stoljećima duge religijske, ekonomske i kulturalne veze omoćavale su ovdje stvaranje i novih političkih veza s Njemačkom. Nakon Oktobarske revolucije, koja je na vlast u Rusiji dovela komuniste, Boljševici su pravo na smoopredjeljenje deklarirali kao jedno od osnovnih prava "novog poretka". Koristeći priliku ovog boljševičkog stajališta, 6. studenoga 1917. godine Finska je proglasila neovisnost.
U Finskom građanskom ratu koji je uslijedio ključnu ulogu odigrali su finsko pješaštvo Jäger (uvježbano u Njemačkoj u sklopu pomoći pokretima za neovisnost Finske) i redovne njemačke postrojbe. Samo to što je Njemačka izgubila u Prvom svjetskom ratu spriječilo je stvaranje pronjemački orijentirane monarhije kojom bi vladao Frederick Charles od Hessea kao kralj Finske.

### Razdoblje između dva svjetska rata
Zahvaljujući njemačkoj ulozi u ostvarivanju finske neovisnosti, njemačko-finske veze ostale su i nakon Prvog svjetskog rata čvrste. Nakon što su na vlast došli nacionalsocijalisti, međusobni odnosi su zahladnjeli s obzirom na to da Finci nisu posebno simpatizirali nacionalsocijalizam. Čak je i tajna međusobna suradnja na izgradnji podmornica zamrla u tom razdoblju.
Umjesto toga, Finska se za suradnju okrenula Zapadnoj Europi i Skandinaviji. Više finskih časnika obučavano je u Francuskoj, nego u svim drugim zemljama zajedno. Kasnije, finski časnici bili su ključni u stvaranju Mannerheimove obrambene linije. Velika Britanija bila je Finskoj najveći trgovinski partner, a Švedska je bila lako dostupna zbog jezika jer je među političkom i kulturnom elitom Finske bilo puno onih kojima je švedski bio materinji jezik.
Odnos između Finske i Sovjetskog saveza postajao je sve napetiji - dva razdoblja nasilne rusifikacije na prijelazu stoljećâ te zaostaci propale pobune koju je Rusije podupirala kao i dva finska vojna pohoda (Pohod Viena 1918. godine i Pohod Aunus 1919. godine kojima su finske dobrovoljačke postrojbe nastojale od Boljševika preuzeti područje istočne Karelije, koje nikada nije bilo dio Švedsko-finske države ili Velikog vojvodstva Finske), doveli su do velikog obostranog nepovjerenja. S druge strane Staljin se bojao da će nacistička Njemačka napasti Rusiju, a kako je Sovjetsko-finska granica ovdje na Karelijskom tjesnacu samo tridesetak kilometara udaljena od Lenjingrada, teritorij Finske bio bi bi vrlo podesan za takav napad. Godine 1932. Sovjetski savez sklopio je s Finskom Sporazum u Tartuu o međusobnom nenapadanju, a taj je sporazum 1934. godine obnovljen i produžen za narednih 10 godina. No Sovjetski savez je prekršio potpisani sporazum 1937. godine blokirajući finske trgovačke brodove na plovidbi između jezera Ladoga i Finskog zaljeva.
U travnju 1938. godine ili nešto ranije, Sovjetski savez je započeo diplomatske pregovore s Finskom s ciljem da se poveća zajednička obrana od Njemačke. Sovjetski savez je posebice bio zabrinut da bi Njemačka ili čak Francuska i Velika Britanija mogli iskoristiti Finsku kao mostobran za napad na Lenjingrad te je zahtijevao pomicanje granice u unutrašnjost finskog teritorija dalje od Lenjingrada. Prošlo je više od godine dana u pregovorima bez nekih značajnijih pomaka, a stanje u Europi se pogoršavalo.

### Početak Drugog svjetskog rata
Sovjetski savez i nacistička Njemačka sklopili su 23. kolovoza 1939. godine tajni tzv. Pakt Ribbentrop-Molotov o međusobnom nenapadanju. Ovaj sporazum je kao dodatak imao i odrednice o podjeli zemalja istočne Europe među potpisnicima. Finska je potpala pod sovjetsku interesnu sferu dok su Poljsku dogovorno podijelili. Nakon njemačkog napada 1. rujna 1939. godine na Poljsku, slijedio je i Sovjetski napad s druge strane nakon čega su Njemačka i Sovjetski savez među sobom podijelili Poljski teritorij.
U jesen 1939. godine Sovjetski savez je zahtijevao od Finske da pristane na pomicanje granice još 25 kilometara dalje od Lenjingrada. Također je zahtijevao od Finske ustupanje Hankö poluotoka na 30 godina kako bi Sovjetski savez tamo napravio mornaričku bazu kojom bi štitio Lenjingrad od mornaričkog napada iz Finskog zaljeva te otočje u Finskom zaljevu. Za uzvrat Sovjetski savez je Fincima nudio veliki dio Karelije (više nego dvostruko veći prostor no ekonomsko beznačajno područje) no ova ruska ponuda u Finskoj je nazivana "dva grumena blata za grumen zlata".

### Inscenirani napad na selo Manilia
Finska vlada odbila je sovjetski zahtjev. Sovjetski stožer pod vodstvom Borisa Šapošnikova i Aleksandra Vasilevskog već je radio na razradi plana sovjetske ofenzive. Dne 26. studenoga 1939. godine Sovjeti su inscenirali Bombardiranje Mainile, incident u kojemu su sovjetske snage granatirale područje oko ruskog sela Mainile nakon čega su izvijestili da su finske snage napale ruske postrojbe i pri tome ubile određen broj sovjetskih vojnika. Sovjetske vlasti tražile su od Finske vlade da se javno ispriča za ovaj incident i da pomaknu svoje postrojbe 20-25 kilometara od granice u dubinu finskog teritorija. Finci su poricali bilo kakvu odgovornost za inscenirani incident te odbili ruski zahtjev za povlačenjem trupa što je Sovjetski savez upotrijebio kao izliku za povlačenje iz međusobnog sporazuma o nenapadanju. Dne 30. studenog 1939. godine sovjetske snage napale su na kopnu s više od 20 divizija (ukupno oko pola milijuna vojnika što je činilo četvrtinu sovjetske vojske u ono doba), iz zraka bombardirajući civilna područja Helsinkija i ostalih gradova. Sovjeti su ušli u finski teritorij i brzo došli do finske Mannerheimove obrambene linije na Karelijskom tjesnacu između jezera Ladoga i Finskog zaljeva.
Kako se očekivalo brzo osvajanje Finske i dolazak u Helsinki, odmah po osvajanju određenog finskog teritorija stvorena je nova finska vlada u Terijokiju. Bila je to sovjetska marionetska vlada stvorena na okupiranom finskom teritoriju u gradu Terijoki (danas Zelenogorsk), koja je odmah 1. prosinca 1939. godine proglasila novu Finsku Demokratsku Republiku i koja se nadala vrlo skoro preuzeti vlast u Helsinkiju. Vodio ju je Otto Wille Kuusinen i služila je i u diplomatske svrhe (odmah ju je priznala Sovjetska vlada) i u vojnu svrhu (Sovjeti su se nadali da će ona ohrabriti socijaliste u finskoj vojsci na predaju). Ova republika trajala je do 12. ožujka 1940. godine (kad je sklopljeno primirje) te je na kraju 31. ožujka 1939. godine inkorporirana u sovjetski teritorij kao Karelijsko-finski dio Sovjetskog saveza.

## Ratna djelovanja
Uz zračna bombardiranja Helsinkija i drugih finskih gradova kao i napade s mora na finske luke, prvi kopneni napad Crvene armije na Finsku pokrenut je prema fortifikacijskom obrambenom pojasu Mannerheimove obrambene linije pri čemu su Finci odoljeli napadu. Rusi su također napali u četiri smjera na sjeveru i napredovali u unutrašnjost finskog teritorija do prve polovice prosinca 1939. godine, ali u drugoj polovici prosinca i početkom siječnja 1940. godine Finci odsijecaju sovjetske opskrbne i komunikacijske linije i prisiljavaju Crvenu armiju na povlačenje na početne položaje.
U početku Finska je mobilizirala u svoju vojsku svega 180.000 vojnika. No oni su bili jaki protivnici jer su bili organizirani u male taktičke jedinice (10-15 ljudi) koje su strelovito napadale neprijatelja, kretali su se u zimi na skijama i koristili su bijele zimske kamuflažne odore te su bili u prednosti jer su bolje poznavali domaći teren. Većina od njih proveli su velik dio svog života upravo u šumi jer su Finci u velikom broju bili drvosječe i šumski radnici. Zimski uvjeti tijekom rata (1939. – 1940.) bili su vrlo teški, niske temperature i do -40 °C nisu bile neuobičajene, a Finci su to znali iskoristiti kao prednost. Umjesto da se upuštaju u klasične izravne bitke s Rusima, često su odabirali alternativne načine da ugroze neprijatelja (uništavali su neprijatelju poljske kuhinje koje su bile ključne za opstanak na tim hladnoćama te gađali neprijateljske vojnike dok su se zbijeni grijali oko vatre i sl.).
Na početku rata samo oni finski vojnici koji su bili u aktivnoj vojnoj službi u tom trenutku imali su službene vojne odore i naoružanje. Ostali su se morali snaći sa svojom vlastitim odorama koje su koristili zimi na koje su samo dodavali vojno znakovlje. Ovakve šarolike "odore" dobile su šaljivi naziv "Model Cajander" prema premijeru Aimo Cajanderu. Finci su ublažili svoj nedostatak u opremi pažljivim korištenjem postojećih vojnih resursa, te koristeći oružje i streljivo zarobljene od neprijatelja. Nakon proglašenja neovisnosti Finci nisu mijenjali kalibar svojeg naoružanja te su mogli koristiti sovjetsk streljivo. Angažiranje slabo uvježbanih i loše vođenih sovjetskih snaga davalo je Fincima prednost u ratovanju i omogućavalo zarobljavanje znatnog ratnog plijena. Iako su Finci imali nešto protutenkovskog naoružanja, uvelike su koristili Molotovljeve koktele, improvizirane bombe načinjene od boce petroleja (počele su se primjenjivati već i u Španjolskom građanskom ratu) koje su koristli s velikim uspjehom i pomoću kojih je onesposobljeno oko 2.000 sovjetskih tenkova. Jedan finski vojnik posprdno je izjavio; "nisam ni znao da tenk može gorjeti tako dugo".
Sovjeti su napadali u klasičnim formacijama, a njihovi vojnici s tamnim odorama lako su se uočavali na bijelom snijegu tako da su bili laka meta finskim snajperima i teškim strojnicama. Finski vodnik Simo Häyhä imao je potvđenih 542 ubijena neprijatelja što ga čini najubojitijim snajperistom u cijelog povijesti ratovanja. Kada je Crvena armija pokušala angažirati svoje snajperiste, Finci su upotrijebili tzv. "Kylmä-Kalle" (hladni Kalle) taktiku u kojoj se postavlja lutka kao mamac za protivničke snajperiste. Kad bi se sovjetski snajperisti otkrili pucajući na mamac, Finci su anti-tenkovskom puškom ("slonovska puška") velikog kalibra pucali u smjeru sovjetskog snajpera kako bi ga ubili.
Sovjetsko neiskustvo, naivnost i nedostatak motivacije bili su ključni čimbenik finskog uspjeha tijekom Zimskog rata. Napadači nisu očekivali takav žestok otpor; sovjetski general Kirill Meretskov procjenjivao je kako mu treba između 10 i 12 dana da sa svojih 26 divizija (oko 14.000 vojnika svaka divizija) dođe do Helsinkija. Sovjetskim vojnicima čak je dano upozorenje da pripaze kako ne bi pogriješili i slučajno prešli na teritorij Švedske. Promidžba je bila tako uvjerljiva da je bio osjećaj kako će Finci dočekati Crvenu armiju s vijorećim zastavama i otvorenih ruku.
Zbog Staljinovih čistki 80 % komandnog vojnog kadra Crvene armije je uklonjeno, a zmijenili su ih oni koji su imali manje vojne kompetencije, ali koji su bili "odaniji" svome nedređenome. Staljin je na njihovo mjesto običavao staviti svoje prijatelje ili političke komesare. Također, korištena je zastarjela taktika iz Prvog svjetskog rata ili je upotrijebljena vojna taktika "po knjizi" jer bi neuspjela inicijativa značila veliku vjerojatnost smaknuća zapovjednika. Mnogo vojnika je izgubljeno jer su sovjetski časnici odbijali povlačenje; komesari su odbijali odobriti taktički uzmak i često su smaknuli zapovjednika koji bi odbio poslušati zabranu povlačenja.
Sovjetska vojska bila je slabo pripremljena za ovakvo ratovanje u zimi, praktički stalno u šumi i uvelike je koristila motorizirana vozila koja su bila ranjiva. Ta vozila morala su se držati stalno upaljenima kako im se gorivo ne bi smrzlo, što je uzrokovalo učestalije kvarove i nedostatak goriva. Jedan od najvećih gubitaka u vojnoj povijesti naziva se "Bitka kod ceste Raat" tijekom jednomjesečne bitke kod Suomussalmi. Sovjetska 163-ta i 44-ta ukrajinska pješačka divizija (ukupno oko 25.000 vojnika) gotovo su u cijelosti uništene kad su išle šumskim putem i upale u dobro pripremljenu finsku zasjedu. Mala finska vojna jedinica blokirala je sovjetsko napredovanje, dok je finski zapovjednik Hjalmar Siilasvuo sa svojom 9-tom divizijom (oko 6.000 vojnika) odsjekao put za povlačenje, razbio sovjetske snage na manje fragmente i onda ih pojedinačno uništavao hitrim napadima. Sovjeti su imali oko 23.000 mrtvih dok je na finskoj strani mrtvih bilo oko 800. Dodatno, finske snage zarobile su 43 sovjetska tenka, 71 protuzračna topa, 29 protutenkovska topa, transportere, 260 kamiona, 1170 konja, pješačkog naoružanja, mnoštvo municije, medicinskog materijala i opreme za komunikaciju.
Sovjetski zapovjednik Vinogradov i dvojica njegovih pomoćnih zapovjednika preživjeli su bitku. Kada su se nakon četiri dana dokopali sovjetskih položaja poslani su na vojni sud i proglašeni su krivima i osuđeni na smrtne kazne koje su odmah izvršene. Osuđeni su jer su neprijatelju dozvolili zarobljavanje 55 poljskih kuhinja.
Dne 7. siječnja 1940. godine, zbog katastrofalnih gubitaka, Klimenta Vorošilova zamijenio je Semjon Konstantinovič Timošenko kao glavni zapovjednik sovjetskih snaga u ratu (koji 4 mjeseca kasnije postaje ministrom sovjetske obrane). Timošenko odmah uvodi velike promjene i angažira oko 300.000 sovjetskih vojnika za proboj Mannerheimove obrambene linije koje podržava do tada neviđenom topovskom podrškom i zrakoplovstvom (na poručje obrambene linije ispaljivano je i po 300.000 granata na dan).
Dne 14. veljače 1940. godine sovjeti su pokrenuli snažan napad na grad Summa i 16. veljače su zauzeli grad. Do 23. veljače napredovali su do udaljenosti od 11 kilometara od grada Vyborg (ključno mjesto na zapadnom krilu Mannerheimove obrambene linije), a 11. ožujka 1940. godine ušli su u grad nakon čega Finci pristaju na nametnute mirovne uvjete Sovjeta.
Sovjeti nisu iskoristili svoju brojnost i tehničku nadmoć početkom rata. Finska je nagomilala oko 130.000 svojih vojnika i oko 500 topova na Karelijskom tjesnacu, glavnom području ratovanja; Sovjeti su tu napali sa samo 200.000 vojnika i 900 topova. Njihovih 1000 tenkova nije učinkovito upotrijebljeno i pretrpjeli su velike gubitke.

### Rat u zraku
Na početku rata finske snage raspolagale su sa 146 zrakoplova različitih tipova (lovci Bristol Bulldog IV, Fokker D.XXI, Fiat G.50; bombarderi Bristol Blenheim i dr.).
U zračnim bitkama Finci su koristili formacije od četiri zrakoplova (po dva para gdje jedan par leti niže i drugi par iznad pri čemu se svaki bori neovisno o drugima, a ujedno i potpomaže onog do sebe). Sovjeti su imali manje učinkovitu taktiku koristeći delta formaciju. Bolja borbena formacija kao i finska odlučnost da se upuštaju u borbu bez obzira na ishod onemogućilo je ruskim bombardera nanošenje veće štete finskim položajima.

### Pomorsko ratovanje
Zimski rat vodio se i na moru sve dok se Baltičko more nije zaledilo (uobičajeno za zimu) što je znatno otežalo kretanje ratnih brodova. Bila je to gotovo jednostrana bitka; Sovjeti su imali prednost u oba segmenta: u broju brodova iz carskog razdoblja kao i u mornaričkoj proizvodnji novog brodovlja (proizvodili su sve do velikih razarača). Finska mornarica bila je vrlo malena i slaba; sve što je ostalo nakon građanskog rata bile su dvije topovnjače iz 1917. – 1918. godine. U razdoblju između ratova naručen je samo manji broj brodova, a 1930. godine mornarici je pridruženo 5 podmornica kao i dobro naoružana, ali spora dva vojna broda za obalnu obranu. Uz malu pomorsku snagu, Finska je imala obalne topovske bitnice koje su branile sve važnije luke i baze diljem obale. Većina tih bitnica ostala je iz ruskog razdoblja (najbrojniji su bili topovi od 152 mm). Finska je modernizirala stare topove i instalirala brojne nove bitnice, najveći topovi od 305 mm s finske strane potpomognuti bitnicama s estonske strane bili su namijenjeni za obranu Finskog zaljeva od prodora sovjetskih ratnih brodova.
Sovjetski ratni brodovi napadali su finske obalne bitnice kad im je to vrijeme omogućavalo. Slanje lakih ratnih brodova protiv starih obalnih bitnica pokazalo se vrlo opasnim i Sovjeti na pomorskom planu nisu bitnije utjecali na ishod rata.
Obalno topništvo imalo je najveći učinak u kopnenom ratovanju. Topničke bitnice blizu crte razdvajanja bile su na vrlo pogodnim i dobro zaštićenim utvrđenim položajima koji su omogućavali veću brzinu ispaljivanja i preciznost nego pokretno protivničko topništvo. Obalne bitnice zajedno s kopnenim topništvom omogućile su učvršćivanje obrane Karelijskog tjesnaca.
U ožujku 1940. godine kad su Sovjeti probili liniju fronta, sve rezerve usmjerene su na bojište oko Viborga. Sovjeti su pokušali prijeći preko leda u Viborškom zaljevu i prići s leđa finskoj obrani no finsko obalno topništvo uzvratilo je najtežim topovima, probila led pod Rusima i spriječila siguran proboj i uništenje finske obrane.

### Ostale činjenice
Velika većina vojske koja se borila u Zimskom ratu na strani Crvene armije dolazila je iz južnih dijelova Sovjetskog saveza. Staljinovo mišljenje je bilo da se ljudima iz područja koja su relativno blizu Finskoj ne može vjerovati kako će se zdušno boriti protiv Finaca. Ovi vojnici nisu imali iskustava s arktičkim zimama kakva ih je zatekla u Zimskom ratu niti su imali vještine potrebne za opstanak u šumi. Ne samo da su Finci bili bolje pripremljeni za borbu u zimi i bolje poznavali teren, nego je i zima te godine bila jedna od 3 najžešćih zima uopće u 20-tom stoljeću.
Na iznenađenje i Sovjeta i finskih konzervativaca, većina finskih socijalista nije podržala sovjetsku invaziju na Finsku nego su se zajedno sa svojim sunarodnjacima borili protiv Rusa kao zajedničkog neprijatelja. Većina finskih komunista je 30-tih godina otišla u Rusiju kako bi "gradili socijalizam", a na kraju su završili kao žrtve Staljinovih čistki što je rezultiralo općim otriježnjenjem među socijalistima u Finskoj ili čak otvorenim prosvjedom protiv sovjetskog režima.
Napredak finskog društva i pravosuđa nakon građanskog rata, što je smanjilo razlike među različitim klasama i društvenim slojevima, bio je također jedan od bitnih čimbenika na izbor strane. Zacjeljivanje rana finskog građanskog rata (1918.) i smirivanje strasti oko političkog pitanja uloge švedskog kao službenog jezika u Finskoj i danas se još naziva zajedničkim "Duhom zimskog rata". Pakt Molotov-Ribentrop, sklopljen između Sovjetskog saveza i Njemačke, znatno je izmijenio pogled na svijet i buržoazije i radničke klase u Finskoj. Mnogi Finci vjerovali su kako će Njemačka na kraju intervenirati protiv Sovjetskog saveza kao što je to napravila i Imperijalna Njemačka 1918. godine. Na isti način, radnička klasa je vjerovala kako je Sovjetski savez jamstvo mira i snaga koja će se suprotstaviti nacističkoj Njemačkoj. Nakon potpisivanja ovog sporazuma Njemačka se svrstala u ligu protiv Finske. Ista ta radnička klasa svjedočila je tome kako Sovjetski savez zajedno s Njemačkom komada Poljsku umjesto da joj se suprotstavi. Pred sam početak rata malo je bilo vjere u pomoć vanjskih sila, bili oni socijalisti, Nijemci, Liga naroda ili zapadne sile. Bez obzira na sve to nekim finskim komunistima nije dopušteno da se pridruže redovnim finskim vojnim snagama zbog njihove političke pozadine.

## Primirje
Pred kraj zime postalo je jasno kako je finska vojska iscrpljena, a njemački predstavnici, neznajući da su pregovori već započeli, predlažu Fincima da sa Sovjetima počnu pregovarati oko prekida rata. Sovjetski gubici bili su veliki, a opća situacija bila je poniženje za sovjetski režim. Dolaskom proljeća ruske snage su riskirale da zaglibe u finskim šumama i sovjetski prijedlog nacrta za primirje dan je Fincima 12. veljače 1940. godine. Nijemci i Šveđani bili su zainteresirani za okončanje ovog Zimskog rata (Švedska se bojala općeg kolapsa svojeg susjeda). Kako je finska vlada nevoljko htjela pristati na sovjetske uvjete, švedski kralj Gustav V. objavio je javni proglas u kojemu odbacuje finski zahtjev za pomoć švedskih trupa Finskoj.
Do kraja veljače 1940. godine Finci su uvelike iscrpili svoje zalihe streljiva, a Sovjetski savez je uspio napraviti proboj kroz Mannerheimovu obrambenu liniju. Dana 29. veljače 1940. godine Finci su pristali na pregovore oko sklapanja primirja. Do 5. veljače 1940. godine sovjetske snage su napredovale 10-15 kilometara u finski teritorij preko Mannerheimove obrambene linije i počele su se voditi bitke u okolici grada Viborga (Viipuri). Finci su predložili prekid vatre isti dan, ali Sovjeti su željeli nastaviti pritisak pa su prijedlog sutradan odbili. Bitke su se nastavile sve do ponoći 13. veljače 1940. godine (lenjingradsko vrijeme), pola dana nakon samog potpisivanja primirja (prema uvjetima iz sporazuma o primirju).
Nakon rata, situacija među finskom vojskom pred kraj rata na Karelijskom tjesnacu dovela je do brojnih rasprava. Već su bile dane zapovijedi o povlačenju na pričuvne linije obrane oko Taipale sektora. Procjene koliko dugo se neprijatelja može zadržavati u ovom povlačenju varirale su od nekoliko dana do nekoliko mjeseci, a najčešće su procjene bile nekoliko tjedana.
Nagađalo se oko toga kako je Staljin svojim čistkama zapravo uništio svoj obavještajni aparat oštetivši na taj način obavještajnu sposobnost obavještajaca Sovjetskog saveza u Finskoj i ostalim zemljama kao i da je stvorio klimu među svojim operativcima da izvješćuju s onim podacima koje je Staljin htio čuti zbog čega on nije bio posve svjestan stvarne situacije u ratu u Finskoj.
Sovjetski obavještajni krugovi izvjestili su Staljina o tome kako se zapadne snage pripremaju za intervenciju u Finskoj, ali ne i o tome u kojoj su mjeri saveznici nepripremljeni za tu intervenciju. Zbog toga su Sovjeti osjećali pritisak da prijevremeno okončaju ovaj rat prije nego što se saveznici uključe i objave rat Sovjetima.

### Uvjeti primirja
Sovjetski savez prisilio je Fince mirovni sporazum i na predaju 41.888 km2 svog teritorija koji uključuje: cijeli Karelijski tjesnac s gradom Viborgom i Viborški zaljev s njegovim otocima; zapadne i sjeverne obale jezera Ladoga; gradove Käkisalmi, Sortavala i Suoyarvi; brojne strateške otoke u Finskom zaljevu; dijelove Rybachiy i Sredniy poluotokâ. Dodatno Finci su morali Sovjetima dati koncesiju na poluotok Hangö i pripadajuće otoke na razdoblje od 30 godina (to je prekinuto 1944. godine) kako bi Sovjeti na njima napravili mornaričku bazu čime im je jamčen neometan prijelaz kroz Petsamo regiju.

### Gubitci
Tijekom više mjeseci ratovanja Crvena armija je pretrpjela velike gubitke. Jedan ruski general izjavio je: "zauzeli smo zemlje samo toliko da možemo tek zakopati svoje poginule". Podatci o gubitcima bitno variraju - od ukupno 48.000 izravno poginulih, umrlih od posljedica ranjavanja i proglašenih nestalima (kako je službeno objavio sovjetski režim odmah nakon rata) do nešto manje od 400.000 prema nekim istraživanjima.
Prema izjavama Nikite Hruščova, oko 1,5 milijuna ljudi je poslano u rat u Finskoj, a jedan milijun od njih je poginulo, dok je izgubljeno oko 1.000 aviona, 2.300 tenkova te enormna količina ratne opreme i materijala. Trenutno je najvjerojatnija procjena da je žrtava u Zimskom ratu bilo oko 270.000 među kojima je Finaca bilo oko 23.000.

### Nastavak
Druga faza Drugog svjetskog rata za Fince počela je godinu dana kasnije. U lipnju 1941. godine, nadajući se da će na taj način povratiti okupirani teritorij, Finci su se udružili s Nijemcima u napadu na Sovjetski savez. Do 1944. godine rat se preokrenuo protiv Njemačke i Finska je tražila primirje sa Sovjetskim savezom. Primirje je potpisano 19. rujna 1944. godine, ali je ono definiralo i plaćanje ratne odštete Finske Sovjetskom savezu od 300 milijuna dolara.
Finska je također morala predati područje Petsamo na sjeveru i dati Sovjetima na korištenje poluotoka Porkkala u Finskom zaljevu. Konačni mirovni sporazum između Finske i Sovjetskog saveza sklopljen je tek 1947. godine, a 1955. godine poluotok je vraćen Finskoj.

## Poveznice
- Drugi svjetski rat
- Istočno bojište

## Vanjske poveznice
- (engl.) Winter War
- (engl.) Finski zimski rat  Arhivirana inačica izvorne stranice od 2. ožujka 2009. (Wayback Machine)
- Povijest četvrtkom - Zimski rat

Sestrinski projekti
|  | Zajednički poslužitelj ima stranicu o temi Zimski rat    |
|  | Zajednički poslužitelj ima još gradiva o temi Zimski rat |